# Jesse Stone: Dünnes Eis
Jesse Stone: Dünnes Eis ist die fünfte Episode der bislang neunteiligen Fernsehfilmreihe Jesse Stone.

## Handlung (Zusammenfassung)
Jesse Stone ist der Meinung, bei einer Beschattung eines Falls von Captain Healy beteiligt zu sein, als beide in Healys Wagen von einem Unbekannten angeschossen werden. Captain Healy wird schwer verletzt in ein Bostoner Krankenhaus eingeliefert, Jesse, am rechten Oberarm verletzt, glaubt, den Unbekannten mit seiner Dienstwaffe getroffen zu haben. Healys Genesung dauert an. Jesse beginnt eigenmächtig zu ermitteln und nimmt einmal mehr Gino Fishs Hilfe in Anspruch. Fish hat wenig Skrupel, Kinderprostitution ist ihm zuwider und er mag Männer nicht, die Frauen schlagen, und so erhält Jesse einen hilfreichen Tipp, der ihn zu Schwester Mary John führt, welche drei „Kandidaten“ nennt, die Fish auf einen eingrenzt. Jesse stellt dem auf Bewährung freigelassenen Kriminellen mit Luther Simpsons Unterstützung eine Falle, kann ihn überwältigen und durch die Bostoner Polizei mit einem anonymen Tipp aus dem Verkehr ziehen. Bevor es dazu kommt, wird Jesse Stone das Ziel polizeiinterner Ermittlungen wegen übermäßigen Schusswaffengebrauchs und Überschreitung seiner Kompetenzen, womit auch Jesses neue Freundin, die interne Ermittlerin Sidney Greenstreet (vgl. Sydney Greenstreet), in Erscheinung tritt.
Parallel dazu meldet sich die Mutter eines vor Jahren entführten kleinen Jungen, nachdem sie eine Postkarte aus Paradise mit der kurzen Mitteilung „Ihr Sohn wird geliebt“ erhalten hatte; Baby Blue wurde aus einem Krankenhaus entführt, und soll gemäß äußerst nachlässig geführter polizeilicher Ermittlungen kurz nach seiner Entführung tot in New Mexico aufgefunden worden sein. Rose, die sich für eine weitere Untersuchung einsetzt, Luther und Jesse finden heraus, dass das Kind von einer damals drogenabhängigen jungen Frau, deren Sohn im Kindbett starb, aus dem Krankenhaus entführt wurde. Danach führte sie wieder ein geregeltes Leben in Paradise. Was sie während ihrer Ermittlungen übersehen haben: Der Junge ist vor zwei Jahren tödlich verunglückt, weshalb die Entführerin mit der Karte an seine Mutter diese trösten wollte.
In der Nebenhandlung steht Jesse Stone nach wie vor mit seiner Ehefrau in telefonischem Kontakt, bricht ihn aber ab, und ist seinem Psychiater ein Freund, als der jemanden zum Reden braucht. Seine Freundschaft mit Captain Healy vertieft sich während dessen Rekonvaleszenz und Jesse erfährt, warum er bei der vermeintlichen Beschattung gebraucht wurde. D’Angelo hat gekündigt, und das Verhältnis mit dem Stadtrat hat sich deshalb weiter verschlechtert. In der Schlussszene liest Luther Jesse aus einem Telegramm vor, dass der Polizeichef bis zum Abschluss der Ermittlungen vom Dienst ohne Lohnfortzahlung suspendiert ist – Jesse reist im Bus nach New Mexico.

## Ausstrahlung
Die Original-Erstausstrahlung des Fernsehfilms erfolgte am 1. März 2009 auf dem amerikanischen Fernsehsender CBS. Im deutschsprachigen Fernsehen war der Film erstmals am 24. Oktober 2010 zu sehen. Bei den Wiederholungen auf verschiedenen deutschsprachigen Fernsehsendern wird Dünnes Eis üblicherweise als chronologisch fünfter Film ausgestrahlt.

## Hintergrund
Die Handlung des fünften Films der Reihe ist zwischen Alte Wunden und Ohne Reue angesiedelt. Molly Crane ist Mutter geworden, D’Angelo und Dr. Perkins haben in dieser Episode nur eine Nebenrolle respektive treten nicht in Erscheinung. Hasty, der bisherige vierte Stadtrat muss auch in dieser Folge noch seine Strafe im Gefängnis absitzen.
Nach seiner Scheidung und seiner Entlassung wegen Trunkenheit im Dienst beim Morddezernat des Los Angeles Police Departments findet Jesse Stone seine für ihn letzte Anstellung als Polizeichef in Paradise, Massachusetts (amerikanische Aussprache: par-uh-dis), einem imaginären kleinen und scheinbar ruhigen Küstenstädtchen in Neuengland, unweit von Boston. Trotz seiner Alkoholprobleme wird er vom Stadtrat zum neuen Polizeichef (Chief) gewählt. Allerdings stellt sich schnell heraus, dass das Leben in Paradise keineswegs so himmlisch und gewaltfrei ist, wie Jesse Stone gehofft hat, zudem die Mehrheit des Stadtrats sich vom 'Geschäftsmann' und ehemaligen Bankier Hastings „Hasty“ Hathaway zur Wahl von Stone überreden ließ, weil der ihn mochte.
Jesse Stone ist Vorgesetzter eines kleinen Teams: Molly Crane, später Rose Gammon, und Luther „Suitcase“ Simpson, die schnell ihr Misstrauen gegen den vermeintlich sturen aber jovialen Alkoholiker überwinden und Freunde werden, sowie Anthony D’Angelo, der damit gerechnet hatte, zum Polizeichef ernannt zu werden. Der Stadtrat versucht sich immer wieder in die Arbeit seines neuen Polizeichefs einzumischen, sodass das Verhältnis von Anfang an sehr angespannt ist und sich erst mit der achten und letzten Folge der Fernsehfilmreihe stabilisiert.
Captain Healy, der Leiter des Morddezernats des Staates Massachusetts, wird ein Freund des Polizeichefs, ebenso Dr. Dix, Psychiater und ehemaliger Polizist mit Alkoholproblemen, und Dr. Perkins, ein Kinderarzt, der von Jesse Stone zum örtlichen Gerichtsmediziner ernannt wurde. Weitere wiederkehrende und in die Handlungsstränge integrierte Charaktere sind Jesse Stones Exfrau Jenn, mit der er telefonisch in Kontakt geblieben ist, der zwielichtige Geschäftsmann Gino Fish, einem vermutlichen Mafioso, und Schwester Mary John, eine Nonne, die sich für junge Frauen engagiert und eine Liste mit guten und schlechten Menschen führt.
Die Handlung der neun zwischen 2005 und 2015 realisierten Spielfilme folgt teilweise nur sehr lose den Romanen von Robert B. Parker; im September 2015 wurde die Veröffentlichung von Jesse Stone: Lost in Paradise realisiert (in Deutschland im August 2019).

## Rezeption
„Außen cool, innen soft - wie Magnum eben.“

„Wie immer bewährt sich Jesse Stone als sturer Einzelkämpfer, der mit raubeinigem Charme und einigen Gläsern guten Whiskys der Wahrheit auf die Sprünge hilft..“

## Produktion
Produziert vom amerikanischen Fernsehsender CBS, wurde Thin Ice an Drehorten in Halifax im kanadischen Nova Scotia realisiert.